# Капече-Минутоло, Ирма
И́рма Капе́че-Мину́толо (итал. Irma Capece Minutolo); 6 августа 1935, Неаполь — 7 июня 2023, Рим) ─ итальянская оперная певица (сопрано), актриса, музыкальный педагог. Известна как одна из последних спутниц короля Египта Фарука I. На старости лет заявила, что в 16 лет вышла за него замуж, однако доказательств этого утвержения привести не смогла.

## Биография
Родилась 6 августа 1935 года в Неаполе, в аристократической семье Капече. Дочь неаполитанского патриция Аугусто Капече-Минутоло и Луизы Аморозо. Её предок Антонио Капече-Минутоло (1768-1838) возглавлял министерство полиции и носил титул князя Канозы. В 1954 году сообщалось, что она подала в суд на газетчиков, заявлявших, что она неосновательно именовала себя маркизой, будучи на самом деле дочерью шофёра и дворничихи.
После смерти Фарука она возобновила занятия оперным пением, от которых никогда полностью не отказывалась. В Риме она училась у сопрано Марии Канильи, а позже переехала в Милан, где обучалась у Мерседес Льопарт. Ещё во время учёбы она начала выступать с немалым успехом в театрах таких городов, как Монте-Карло, Базель и Виченца.
В 32 года она дебютировала в роли Лиу в опере Джакомо Пуччини «Турандот» в Римском оперном театре.  В том же году, благодаря достигнутому успеху, она была занята в том же театре в роли Леоноры в опере Джузеппе Верди «Трубадур».
Впоследствии она пела с Марио Дель Монако в «Отелло» Джузеппе Верди в роли Дездемоны и в «Паяцах» Руджеро Леонкавалло в роли Недды. Вместе с Джузеппе Ди Стефано она исполнила роль Мими в «Богеме» Джакомо Пуччини и Недды в «Паяцах» Руджеро Леонкавалло.
Пела с известными мировыми оперными певцами: Бруно Преведи, Ансельмо Кольсани, Тито Гобби, Борисом Христовым, Джанджакомо Гвельфи, Пьеро Каппуччилли и др..
Работала со многими известными дирижёрами, среди них: Джозеф Решиньо, Карло Феличе Чилларио, Франко Капуана, Антонино Вотто, Оливьеро Де Фабритиис, Франческо Молинари Праделли, Жорж Претр, Хесус Лопес Кобос и др.
В 1990 году Ирма Капече Минутоло совершила европейское турне, где исполняла арии из оперетт и известные неаполитанские песни.
За свою карьеру она не раз выступала с различными бесплатными концертами по сбору средств на сохранение парков и заповедников. Среди её последних публичных выступлений ─ концерт в 2012 году по случаю восстановления собора Кальи после землетрясения.
Умерла в Риме 7 июня 2023 года в возрасте 87 лет.

## Личная жизнь

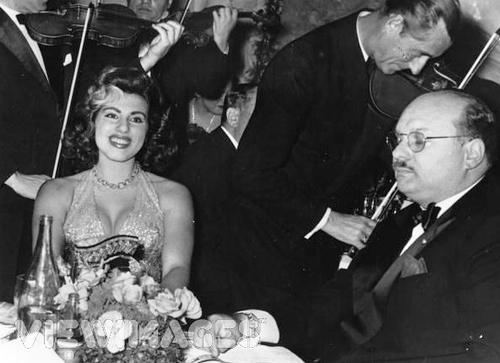
Король Фарук I и Ирма Капече Минутоло

В 1952 году Ирма Капече Минутоло познакомилась в Неаполе экс-королём Египта Фаруком I, который в Италии жил в изгнании. В некрологе короля Фарука, опубликованном в The New York Times, Ирма Капече-Минутоло была названа «постоянной спутницей Фарука в последние годы». В интервью 2005 года Al-Ahram Weekly она заявила, что в 16-летнем возрасте вышла замуж за короля Фарука «по исламским традициям».  Официально она замужем никогда не была, однако в последние годы жизни стала использовать тройную фамилию «Капече-Минутоло-Фарук».

## Творчество

### Оперные партии
- «Отелло» Джузеппе Верди ─ Дездемона
- «Трубадур» Джузеппе Верди — Леонора
- «Паяцы» Руджеро Леонкавалло — Недда
- «Турандот» Джакомо Пуччини — Лиу[5]
- «Богема» Джакомо Пуччини ─ Мими
- «История давно минувших дней» (итал. Una storia d'altri tempi) (вольная интерпретация романа Эмили Бронте «Грозовой перевал») Дино Милелла ─ Катерина[10]

### Фильмография
| Год  | Русское название            | Оригинальное название          | Роль                            | Режиссёр                        |
| ---- | --------------------------- | ------------------------------ | ------------------------------- | ------------------------------- |
| 1953 | Неаполитанцы в Милане       | Napoletani a Milano            | Вилма                           | Эдуардо де Филиппо              |
| 1953 | Мы богатые и бедные         | Siamo ricchi e poveri          | клиентка                        | Роберто Аморозо Сиро Марчеллини |
| 1988 | Молодой Тосканини           | Il giovane Toscanini           | мадам Мантелли                  | Франко Дзеффирелли              |
| 1989 | В лунную ночь               | In una notte di chiaro di luna | эпизодическая роль              | Лина Вертмюллер                 |
| 1992 | Сумасшедшие трусы           | Mutande pazze                  | мать Алессии                    | Роберто Д'Агостино              |
| 1999 | Бум                         | Boom                           | эпизодическая роль              | Андреа Дзаккарьелло             |
| 1999 | Фантоцци 2000: Клонирование | Fantozzi 2000 - La clonazione  | графиня Альфонсина Вьендальмаре | Доменико Саверни                |